# Agdenes fyr
Agdenes fyr ist ein Leuchtturm in der Kommune Orkland, Provinz (Fylke) Trøndelag. Der Leuchtturm wurde 1804 errichtet und bis 1984 als solcher genutzt.

## Lage
Das Agdnes fyr liegt in der ehemaligen Kommune Agdenes, die seit Anfang 2020 zu Orkland gehört. Das Hauptgebäude ist an einer Anhöhe im Eingang des Trondheimsfjords errichtet. Insgesamt besteht die Anlage, die Agdenes fyrstasjon, aus acht Gebäuden.

## Geschichte
Das Agdenes fyr gehört zu den ältesten Leuchttürmen im Gebiet um die Stadt Trondheim. Der Vorschlag, das Gebäude zu erbauen, wurde im Jahr 1802 vom Oberkommandeur C. F. Tønder vorgebracht. Der Leuchtturm wurde schließlich im Jahr 1804 in Betrieb genommen.
Bis ins Jahr 1984 war der Leuchtturm bemannt. Anschließend wurde Agdenes fyr geschlossen und mit einem freistehenden Leitfeuer, genannt Ringflua, ersetzt. Das Gebäude ging im Jahr 1988 schließlich in den Besitz des norwegischen Militärs über.
Im Jahr 2004 wurde das Gebäude von der Nidaros Sparebank gekauft und restauriert. Man begann anschließend, die Anlage für den privaten Gebrauch zu vermieten. 2024 kündigte die Bank an, das Gebäude verkaufen zu wollen.